# Гвоздьов Михайло Олексійович
Миха́йло Олексі́йович Гвоздьо́в (нар. 18 листопада 1973, Красилів, Хмельницька область) — український бізнесмен, засновинк GM Group.

## Освіта
Освіта вища. У 2010 р. закінчив Хмельницький національний університет, спеціалізація «Фінанси і кредит», спеціаліст з фінансів.
У 2017 році закінчив Національний аерокосмічний університет ім. М. Є. Жуковського «Харківський авіаційний інститут», спеціальність «Літаки і вертольоти», ступінь вищої освіти «Магістр».

## Автомобільний бізнес
2003 рік — заснував концептуальний автосалон Volkswagen «Престиж Авто» в м. Хмельницький. Уклав договір про офіційне дилерство автомобілів Volkswagen в Хмельницькій області.
2005 рік — заснував концептуальний автосалон Skoda ПП "Торговий Дім «Євромоторс» м. Хмельницький. Уклав договір про офіційне дилерство автомобілів Skoda в Хмельницькій області.
2006 рік — уклав договори про офіційне дилерство автомобілів Hyundai, KIA, Mitsubishi, Audi, Subaru в Хмельницькій області. Заснував автосалони Hyundai та KIA в м. Хмельницький.
2007 рік — заснував концептуальний автосалон Subaru. Уклав договір про офіційне дилерство автомобілів Renault та Toyota в Хмельницькій області. Також, уклав договір про офіційне дилерство автомобілів Toyota в Вінницькій, Житомирській, Тернопільській і Чернівецькій областях.
2008 рік — заснував концептуальний автосалон Mitsubishi в м. Хмельницький.
Заснував концептуальний автосалон Skoda в м. Київ ТОВ «Прага Авто на Кільцевій».
2010 рік — заснував концептуальний автосалон преміального автомобільного бренду Audi в м. Хмельницький. Уклав договір про офіційне дилерство автомобілів Peugeot в Хмельницькій області.
2011 рік — заснував автосалон Peugeot в м. Хмельницький. Уклав договір про офіційне дилерство автомобілів Peugeot в Вінницькій області та заснував автосалон в м. Вінниця.
2013 рік — уклав договір про офіційне дилерство автомобілів Volkswagen в Житомирській області та заснував концептуальний автосалон Volkswagen ТОВ «Інтер Авто Центр» в м. Житомир.
Заснував концептуальний автосалон Renault ТОВ "Торговий дім «Фаворит-Авто» в м. Вінниця.
Заснував концептуальний автосалон Toyota ТОВ «Кристал — Моторс» в м. Тернопіль.
2016 рік — заснував концептуальний автосалон Toyota ТОВ «Преміум Мотор» в м. Вінниця.
2018 рік — заснував концептуальний автосалон Peugeot в м. Хмельницький.
Заснував торгово-розважальний центр WOODMALL в м. Хмельницький.
2020 рік — заснував концептуальний автосалон Toyota ТОВ «Стар-Кар» в м. Житомир.
Заснував автосалон Renault в м. Київ.
2020 рік — реєстрація торгової марки GM GROUP та торгової марки MyMyCars.

## Девелопмент
2018 рік — заснував торгово-розважальний центр WOODMALL в м. Хмельницький.
2021 рік — здійснив будівництво закладу ресторанного господарства McDonald's у м. Хмельницький та подальша передача об'єкта в оренду всесвітньо відомій мережі.
2021 рік — розпочав будівництво Торговельно-розважального та Бізнес-центру «ТЕМП» у м. Хмельницький.

## Рітейл
2018 рік — здійснив запуск кінотеатру WOODMALL Cinema в м. Хмельницький.

## GM Group
Михайло Гвоздьов є засновником GM Group — холдингу дилерських центрів з продажу та обслуговування автомобілів. Компанія була заснована у 1996 ріці як невелике підприємство з продажу нових автомобілів. Компанія має 17 офіційних дилерських центрів, а також торгово-розважальні центри, кінотеатр та бізнес-центр у м. Хмельницький.

## Громадська діяльність
Після початку повномасштабного вторгнення дилерські центри компанії Михайла Гвоздьова на території семи областей виконують ремонти автомобілів для військових першочергово і безоплатно.
Станом на вересень 2023 року, GM Group передала для військових 113 авто, 11 безпілотників, виконала понад 580 безоплатних авторемонтів, також закуповувала та передавала медикаменти та військове спорядження.
У ТРЦ Woodmall та WoodMall Cinema у м. Хмельницький, що належать його компанії, щомісяця проходять безкоштовні навчально-розважальні майстер-класи для дітей, фотовиставки та благодійні концерти. У кінотеатрі Woodmall Cinema з ряду фільмів частина коштів від квитків передається на потреби підрозділів ЗСУ та проводяться благодійні покази призначені для дітей військовослужбовців та ВПО.
Також його компанія підтримує донорські центри та проводить збори для безпритульних тварин.
Михайло Гвоздьов співпрацює з благодійними фондами, зокрема нікопольським благодійним фондом «Нове життя» та надавав допомогу у доставленні питної води до Нікопольщини.

## Особисте життя
Одружений, має двох дочок.